# Pearl (Illinois)
Pearl és una població dels Estats Units a l'estat d'Illinois. Segons el cens del 2000 tenia 187 habitants.

## Demografia
Segons el cens del 2000, Pearl tenia 187 habitants, 75 habitatges, i 44 famílies. La densitat de població era de 47,8 habitants/km².
Dels 75 habitatges en un 26,7% hi vivien nens de menys de 18 anys, en un 37,3% hi vivien parelles casades, en un 16% dones solteres, i en un 41,3% no eren unitats familiars. En el 37,3% dels habitatges hi vivien persones soles el 21,3% de les quals corresponia a persones de 65 anys o més que vivien soles. El nombre mitjà de persones vivint en cada habitatge era de 2,49 i el nombre mitjà de persones que vivien en cada família era de 3,32.
Per edats la població es repartia de la següent manera: un 29,4% tenia menys de 18 anys, un 9,1% entre 18 i 24, un 24,6% entre 25 i 44, un 20,3% de 45 a 60 i un 16,6% 65 anys o més.
L'edat mediana era de 34 anys. Per cada 100 dones de 18 o més anys hi havia 109,5 homes.
La renda mediana per habitatge era de 15.500 $ i la renda mediana per família de 30.536 $. Els homes tenien una renda mediana de 14.000 $ mentre que les dones 20.417 $. La renda per capita de la població era de 9.524 $. Aproximadament el 29,3% de les famílies i el 29,8% de la població estaven per davall del llindar de pobresa.

## Poblacions més properes
El següent diagrama mostra les poblacions més properes.